# Catoptria verellus
Catoptria verellus là một loài bướm đêm thuộc họ Crambidae. Loài này có ở châu Âu.
Sải cánh dài 17–18 mm. Con trưởng thành bay từ tháng 7 đến tháng 8 tùy theo địa điểm.
Ấu trùng ăn mosses, Malus, Prunus, và Populus.

## Hình ảnh

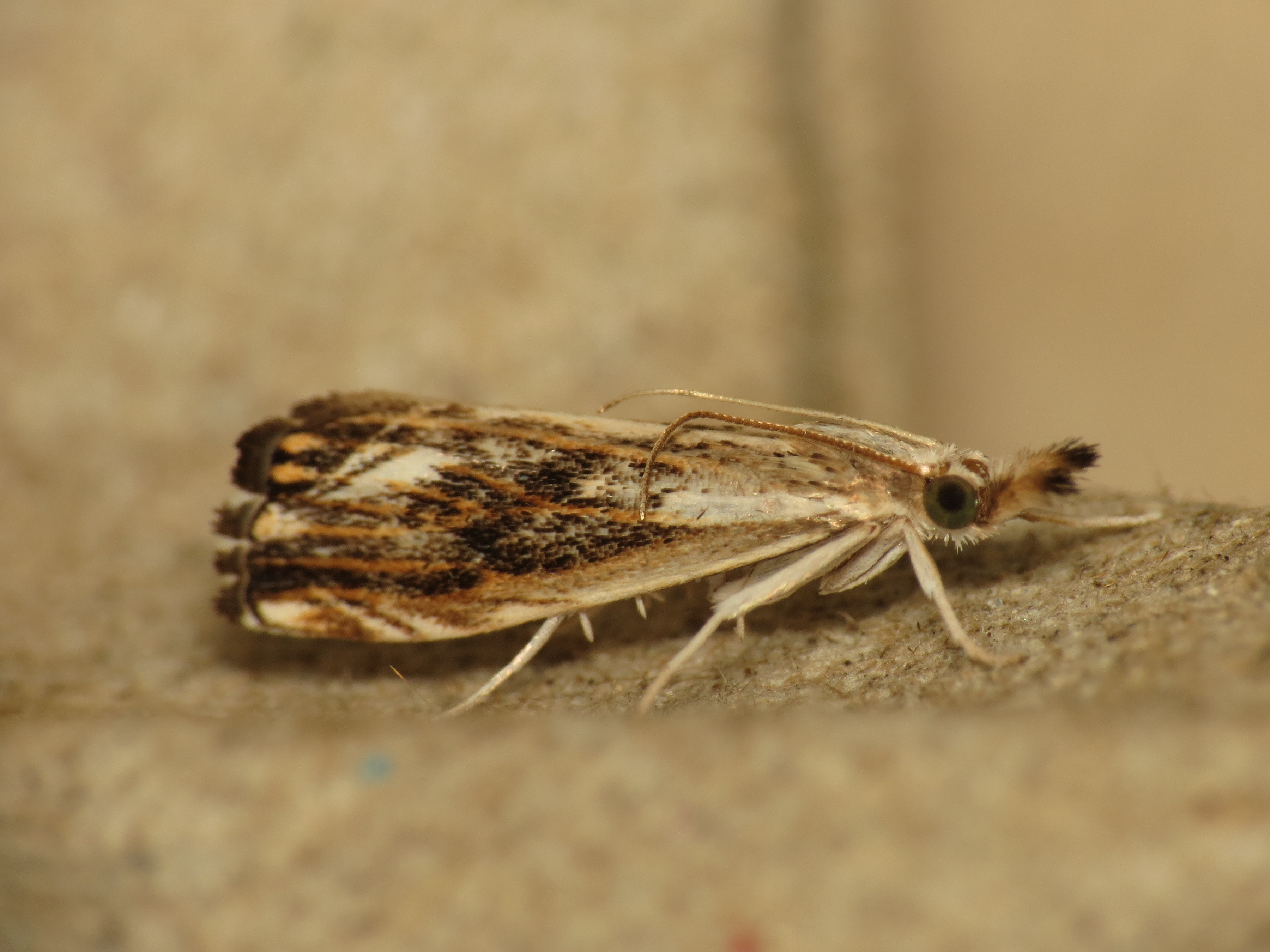
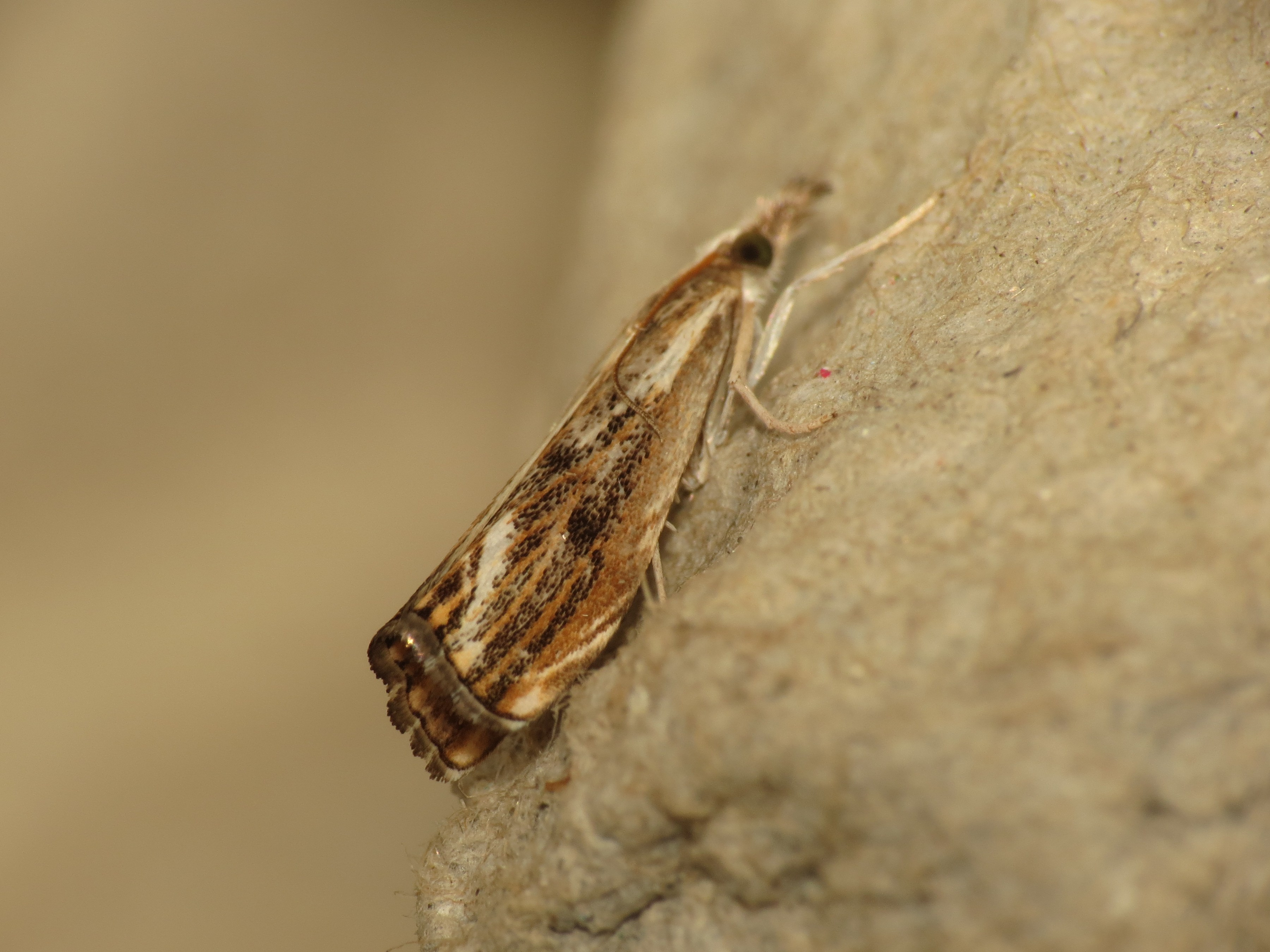